# Кутеремская волость
Кутеремская волость — волость в составе Бирского уезда Уфимской губернии. Волостной центр располагался в селе Калегино.

## География
Волость была расположена в общем на гористой и ложбинной местности, занятые пашней и сенокосом.

## Состав
По данным на 1865 год в состав Кутеремской волости входили следующее сельские общества:
- Калегинское;
- Никольское (Никольское, Сухой Калмаш, Верхний Малый Калмаш, Нижний Малый Калмаш);
- Акинеевское (Акинеева, Чилибеева, Малая Амзя);
- Кугининское (Кугина, Кариева);
- Ильенбашевское (Верхний Ильенбаш, Нижний Ильенбаш);
- Шушнурское (Шушнур, Шушлюндур);
- Токеинское;
- Козиеланское;
- Кутеремское;
- Кельтеевское;
- Тыхтемское (Верхний Тыхтем, Нижний Тыхтем, Кукуша);
- Качмашевское (Нижний Качмаш, Кутмесь, Верхний Качмаш, Шакий Шипаев, Средний Качмаш);
- Козлояловское (Чашкина, Козлоялова, Коянова);
- Верхне-Токеинское.

По данным на 1906 год в волости 35 селений, в том числе 4 села, 29 деревень и 2 починка.
По данным на 1913 год в состав волости входили:
- Акинеева
- Верхний Ильенбаш
- Верхний Качмаш
- Верхний Малый Калмаш
- Верхний Тыхтем
- Калегино — волостной центр
- Кариева
- Козлоялова
- Коянова
- Кугина
- Кукуша
- Кутерем
- Кутмесь
- Малая Амзя
- Нижний Ильенбаш
- Нижний Качмаш
- Нижний Малый Калмаш
- Нижний Тыхтем
- Никольское
- Средний Качмаш
- Сухой Калмаш
- Чашкина (Чашкино)
- Чилибеева (Чилибеево)
- Шакий Шипаев
- Шушлюндур
- Шушнур

## Население
По данным на 1906 год в волости 16582 души обоего пола.

## Инфраструктура
По справочнику 1906 года население занимается исключительно земледелием. К 1906 году имелся небольшой лесной участок удельного ведомства, а также принадлежащая последнему не заселенная пахотная земля, расположенная между крестьянскими наделами; кроме того, находятся дача частного владельца — купца Заболотского и пахотная земля башкир-вотчинников Гарейской поземельной дачи, оказавшаяся, при отмежевании припущенникам наделов, излишнею против высшего 5 десятинного размера.